# Museu Histórico de Cambé
O Museu Histórico de Cambé foi fundado em 30 de outubro de 1985, e naquele momento seus idealizadores estabeleceram como objetivo principal das atividades a serem exercidas pela recém inaugurada entidade, a pesquisa e o debate da história e da memória dos fundadores de Cambé, no contexto do processo de reocupação da região norte do Paraná principalmente pela ação da Companhia de Terras. Para isso, desde o início foi realizado um trabalho junto a comunidade, visando recolher fotos, documentos, publicações e objetos.

## História
Apesar de ter sido inaugurado em 1985, o trabalho para a formação do Museu Histórico de Cambé começou em  1972, quando o jornalista César Cortez já recolhia peças, fotos e documentos importantes para a memória do Município. César Cortez conta que no início de 1985 já tinha como certa a instalação do Museu, porque a movimentação em torno da ideia contava com o apoio do então prefeito Luiz Carlos Hauly.
Desde a sua fundação, o Museu Histórico de Cambé desenvolveu uma série de projetos e realizações de grande interesse para a comunidade. Além das edições dos Cadernos de Memória, retratando a vida dos pioneiros, também foi criado o  Projeto Memória, fazendo também o levantamento da história de pioneiros e fatos que marcaram a vida do Município. Este projeto foi transformado, por uma comissão, em texto educativo, e introduzido no currículo para alunos das escolas municipais. 
Posteriormente houve a publicação do livro “Cambé, repensando a sua história”, que relata a história da colonização de Cambé, servindo de apoio para os professores no estudo da história do município e também a criação do Parque Histórico Municipal “Danziger Hof – área de preservação ambiental, local de chegada do primeiro grupo de  imigrantes que vieram fundar a cidade de Cambé. O Parque Histórico representa o marco inicial de fundação de Cambé e justamente naquele local o Museu realocou duas casas antigas - símbolo das construções de madeira do início da colonização - que servem como sede administrativa e espaço para atividades culturais.  
O comprometimento com esta abertura e dinamização do Museu, tem continuidade no trabalho realizado na área educativa. Diversos projetos desenvolvidos visam levar a criança a compreender o Museu como um espaço dinâmico que possibilite conhecer o passado e formar uma consciência crítica do presente.
Destaca-se também entre as atividades do Museu a gravação em fita cassete e VHS de depoimentos de pessoas que vieram para essa região no início da reocupação. Dessa forma procurou-se transformar cada parte da história desses pioneiros, num registro vivo de nossa memória. Além disso, o Museu desenvolve anualmente, atividades como encontros, homenagens, exposições, palestras com objetivo de reconhecer e valorizar o trabalho dos pioneiros de Cambé.
Em 1990 o Museu Histórico de Cambé passa a ocupar uma nova sede no Centro Cultural de Cambé e foi justamente nesse ano que a entidade inicia uma mudança no seu foco de atuação pois havia a percepção por parte dos servidores do Museu que era preciso dedicar parte dos estudos com a história dos povos que habitaram a região antes da frente colonizadora da Companhia especificamente os povos indígenas pois muitas ações que eram realizadas demonstraram que havia uma grande lacuna da história da nossa região. Assim a equipe do Museu iniciou um trabalho com as escolas municipais por meio de um panfleto informativo falando um pouco de arqueologia indígena e alertando eles para que caso encontrasse algum material entrasse em contato imediatamente com o Museu. 
Fruto dessa campanha várias pessoas doaram ao Museu mãos de pilão, lâminas de machado de pedra e alguns cacos de cerâmica. Porém os alunos da Escola Rural da Fazenda Santa Dalmácia atendendo ao chamado recolheram em um campo da referida fazenda uma grande quantidade de cacos de cerâmica e material lítico. Verificando que se tratava de uma situação excepcional a equipe do Museu convidou os Arqueólogos Oldemar Blasi e Miguel Gaissler para atuarem no projeto de identificação e caracterização do local. Após vários dias no local os arqueólogos concluíram que se tratava de um sítio arqueológico de grandes proporções onde em um período de tempo uma população de indígena da tradição Guarani habitavam aquela região. 
Nesse mesmo ano de 1990, um professor de história da cidade chamado João Sabaine doou para o Museu diversas peças arqueológicas pertencentes aos povos indígenas da nossa região e que ele adquiriu ao longo do tempo em que lecionou na cidade por meio de conscientização junto aos seus alunos. Por essa ação a municipalidade homenageou o referido professor com o nome de uma sala de exposição de arqueologia indígena.
Posteriormente ampliando os estudos do Professor Blasi e Gaissler, a arqueóloga Cláudia Parellada do Museu Paranaense redefiniu o Sítio Arqueológico da Fazenda Santa Dalmácia como sendo a Missão Jesuítica San Joseph que existiu no período de 1625 a 1632 no contexto da dominação da região pela Coroa de Castela tendo como responsáveis pelo processo ocupação os Padres Jesuítas que por meio de catequização e fundação de missões tentavam dominar os povos indígenas que aqui viviam. 

Assim, a iniciativa do Museu em direcionar parte do seu trabalho para investigar a ocupação indígena, marca uma “quebra de paradigma” em relação aos objetivos da instituição quando da sua inauguração em 1985 de forma a se tornar uma instituição regional dedicada à exposição de um extenso acervo arqueológico relacionado aos povos indígenas que viveram na região norte do Paraná e também como essa transformação resultou na criação de conexões e redes sociais que inseriram a instituição em um contexto que permitiu o estabelecimento de diálogos em diferentes níveis, abrangendo o local, o regional, o estadual e o nacional.